# Bataille de Constantí
Guerre de Trente Ans
Batailles
La bataille de Constantí est un des épisodes de la guerre des faucheurs qui s'est déroulé le 13 mai 1641 et qui s'est soldé par une victoire française.

## Antécédents
Au printemps 1640, Francesc de Tamarit a été emprisonné, sous l'accusation de ne pas faciliter le logement des troupes stationnées en Catalogne. Le 22 mai, les paysans révoltés sont entrés dans Barcelone et l'ont remis en liberté. Le 7 juin de cette année, lors du Corpus de Sang, des groupes de faucheurs sont entrés à nouveau dans la cité et ont assassiné le vice-roi de Catalogne Dalmau III de Queralt.
En septembre, l'armée de Philippe IV d'Espagne, commandée par Pedro Fajardo y Pimentel, Marquis de Los Vélez, a occupé Tortosa, puis en décembre, après de la bataille de Cambrils, la cité de Tarragone. Elle a progressé ensuite dans direction de Barcelone. Le 12 janvier, les troupes de Josep Margarit ont surpris la garnison de Constantí et ont libéré les prisonniers catalans enfermés dans le château. Le 17 janvier 1641, après de la déroute de la bataille de Martorell et devant l'alarmante avance de l'armée espagnole, Pau Claris, à la tête de la Généralité de Catalogne, a proclamé la République catalane, avec l'appui de la bourgeoisie urbaine mécontente de la pression fiscale. Il a passé une alliance politico-militaire avec la France. Pour obtenir de l'aide, il a placé la Catalogne sous l'obédience de Louis XIII de France. Peu de jours après, avec l'aide de l'armée française, la Généralité a obtenu une importante victoire militaire dans la bataille de Montjuïc (26 janvier 1641), et les troupes castillanes se sont retirées dans Tarragone.
Pau Claris est décédé peu après. La difficile situation tant locale qu'internationale a conduit la Généralité à proclamer comte de Barcelone et souverain de la Catalogne le roi Louis XIII. Alors a commencé une offensive pour récupérer tout le territoire catalan.
Le 4 mai 1641, l'armée française de Henri d'Escoubleau de Sourdis s'est présentée devant Tarragone et a commencé le blocus de la cité avec les troupes de terre de Philippe de La Mothe-Houdancourt. Durant les mois de mai et juin, on s'est battu dans les environs de Tarragone ; le fort de Salou est tombé dans les mains des Français le 9 mai.

## La bataille
Le 13 mai à 10 heures du matin, l'attaque française a débuté par un tir d'artillerie qui s'est poursuivi pendant trois heures, jusqu'à la fuite de la garnison qui s'est réfugiée à Tarragone.

## Conséquences
Constantí est devenue la base des opérations pour le siège de Tarragone. Joseph de Margarit avec ses troupes catalanes est sorti vainqueur de la bataille de El Catllar (es) le 10 juin contre les forces sorties de Tarragone afin de trouver du fourrage. Les 4 et 5 juillet, le groupe français qui bloquait Tarragone a dû affronter en combat naval García de Tolède, marquis de Fernandina. Le 20 août, quand la place était sur le point de se rendre, est arrivé dans les eaux de Tarragone le groupe fidèle au roi du duc de Maqueda (es). Ce groupe était supérieur numériquement aux Français, qui ont alors choisi de se retirer à Barcelone. Cette action a permis d'approvisionner la cité et a provoqué le retrait du maréchal de La Mothe à Valls.
Cependant, les forces françaises ont continué à encercler Tarragone avec des garnisons à Constantí, Salou, Vila-seca, Tamarit, Altafulla et Torredembarra. Les troupes françaises et catalanes ont essayé de consolider leur maîtrise des terres du Ponent et du sud de la Catalogne en assiégeant à nouveau Tarragone, en attaquant Monzón, en défendant Lérida et finalement en essayant de récupérer Tortosa.

## Source
- (es) Cet article est partiellement ou en totalité issu de l’article de Wikipédia en espagnol intitulé « Batalla de Constantí » (voir la liste des auteurs).